# Cầu Lambeth
Cầu Lambeth (tiếng Anh: Lambeth Bridge) là một trong những cây cầu bắc qua sông sông Thames ở Luân Đôn, Anh, nằm ở hướng Đông-Tây của trung tâm Luân Đôn. Cây cầu này nằm giữa 2 cây cầu khác cũng bắc qua sông Thames là cầu Westminster và cầu Vauxhall.

## Lịch sử
Cây cầu đầu tiên là một cây cầu treo dài 828 foot (252,4 m) do Peter W. Barlow thiết kế. Được Quốc hội phê chuẩn năm 1860, cầu được khánh thành vào năm 1862 và thu lệ phí qua cầu, nhưng người ta nghi ngờ về sự an toàn của cầu, thêm vào đó là độ dốc của nó làm xe ngựa kéo gặp khó khăn khi giao thông, cho nên cầu nhanh chóng chỉ được sử dụng như là cầu vượt cho người đi bộ.
Qua nhiều lần được tu bổ, cầu Lambeth ngày nay đã hoàn thiện và đang được sử dụng, nó là một phần của đường Lambeth trong nội ô Luân Đôn. Cầu Lambeth như hiện tại được khánh thành năm 1932, nối bờ Nam và Bắc của Luân Đôn. Cầu được xây theo kiến trúc vòm, bao gồm 5 vòm và 4 chân cầu kết hợp lại, được thiết kể bởi kĩ sư: Sir George Humphreys và kiến trúc sư Sir Reginald Blomfield và G.Topham Forrest, và do Dorman Long thi công và được vua George V cho khánh thành vào ngày 19 tháng 7 năm 1932.
Năm 2008, Cầu Lambeth đã được liệt vào danh sách các công trình loại 2 ở Anh.

## Kĩ thuật
Cầu Lambeth dài 828 feets (252.4 mét), thiết kế cổng vòm gồm 5 nhịp. Cầu được cây bằng bê tông, gạch và đá. Thiết kế hiện tại ngày nay còn có thêm 1 bộ khung kim loại bọc ngoài gia cố.
Cầu bao gồm 4 làn xe (1 làn cho người đi xe đạp và 3 làn cho ô tô, xe buýt và xe máy) và 2 làn dành cho người đi bộ ở 2 bên cầu.
Hai đầu cầu là đường Milibank và đường Lambeth Palace.

## Thông tin thêm

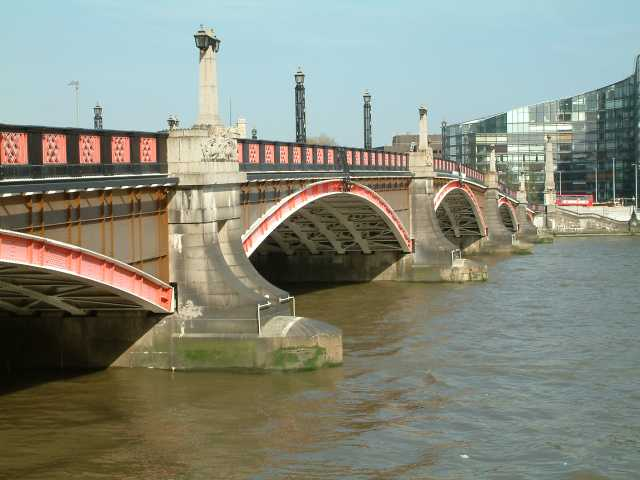
Cầu Lambeth nhìn từ Millbank.

Từ cầu Lambeth, mọi người có thể nhìn thấy Tháp đu Quay Mắt Luân Đôn và Tháp Đồng hồ Bigben, Vườn của Lâu đài Lambeth.
Cây cầu từng xuất hiện trong video ca nhạc "One Thing" của nhóm nhạc Anh- Ireland One Direction và một vài cảnh trong bộ phim Harry Potter và Người tù ngục Azkaban.

## Liên kết ngoài

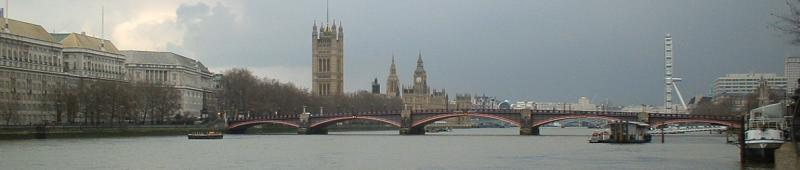
Cầu Lambeth nhìn từ Albert Embankment. Bên trái là Thames House.